# Crepis vesicaria subsp. taraxacifolia
Crepis vesicaria subsp. taraxacifolia é uma subespécie de planta com flor pertencente à família Asteraceae. 
A autoridade científica da subespécie é (Thuill.) Thell., tendo sido publicada em Krit. Fl. Schweiz. ed. 3 361. 1914.

## Portugal
Trata-se de uma subespécie presente no território português, nomeadamente em Portugal Continental e no Arquipélago da Madeira.
Em termos de naturalidade é nativa das duas regiões atrás indicadas.

## Protecção
Não se encontra protegida por legislação portuguesa ou da Comunidade Europeia.